# Black Creek, Algoma District
Black Creek är ett vattendrag i Algoma District i provinsen Ontario i den sydöstra delen av Kanada och ett biflöde till Blind River. Black Creek rinner genom Black Lake till Lake Duborne.